# Stapelmoorer Kirche

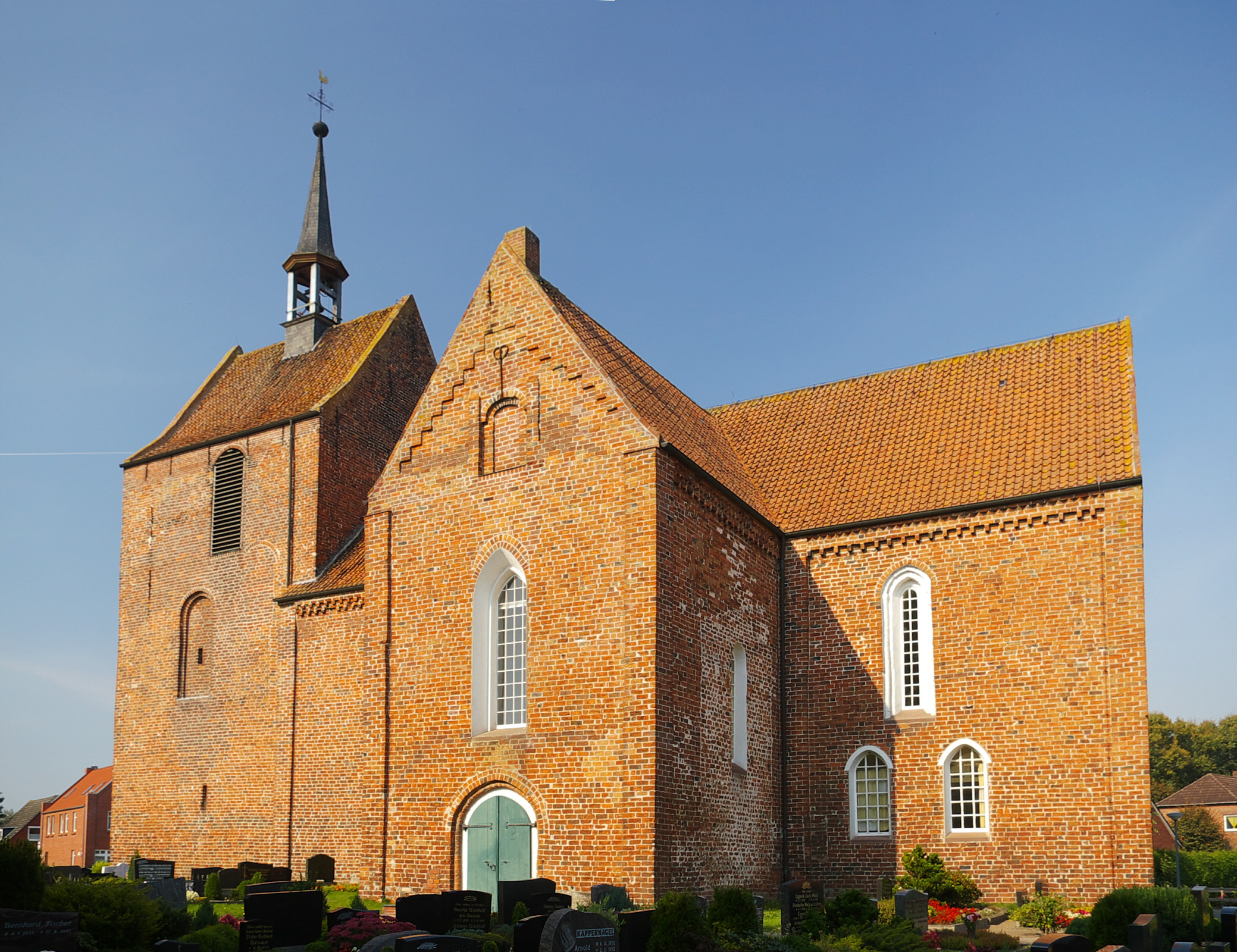
Kirche in Stapelmoor

Die Stapelmoorer Kirche ist eine evangelisch-reformierte Kreuzkirche in Stapelmoor, einem Ortsteil der Stadt Weener. Die romano-gotische Kirche aus dem dritten Viertel des 13. Jahrhunderts gilt als einer der bedeutendsten Sakralbauten in Ostfriesland.

## Geschichte

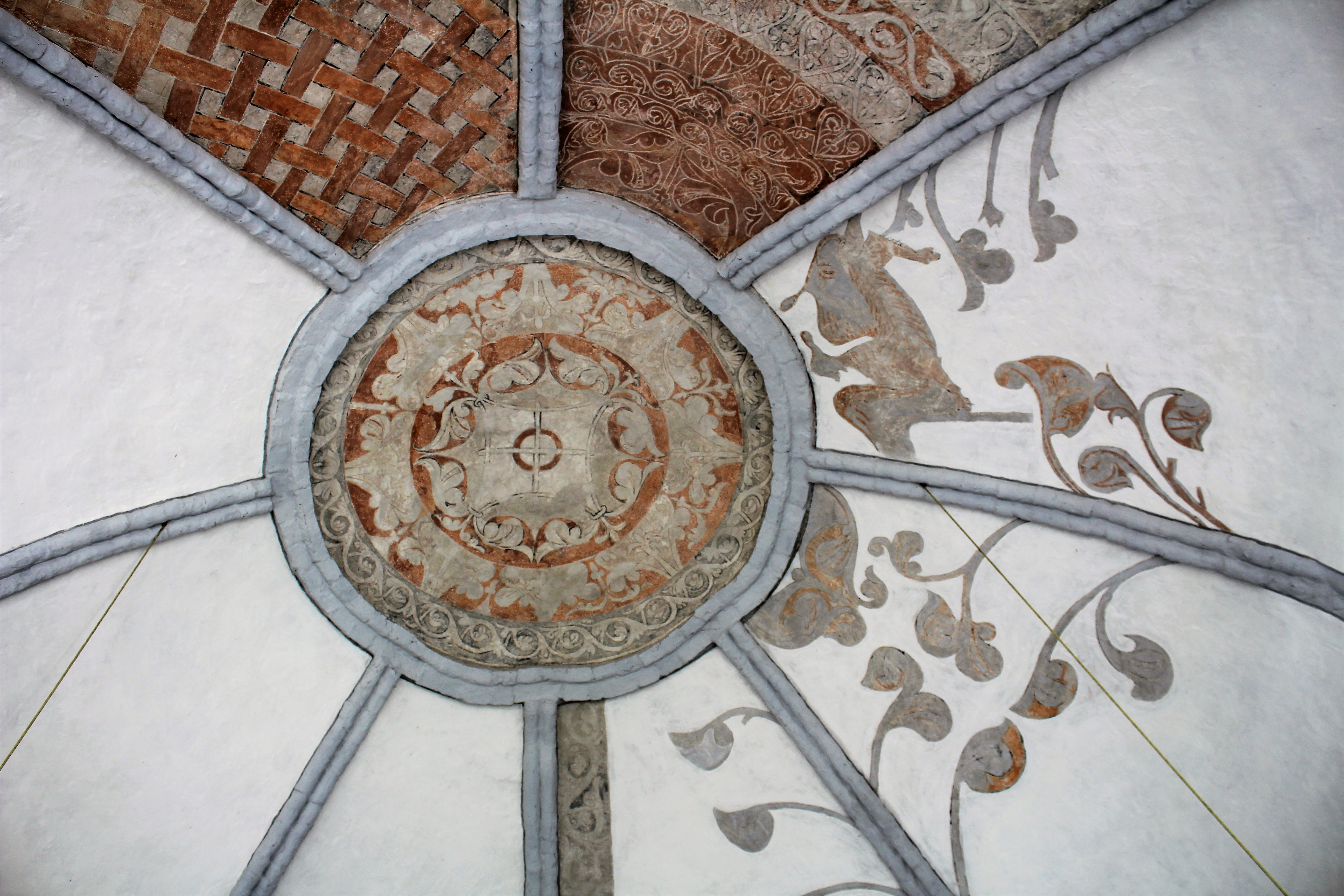
Deckenmalereien im Ostjoch

Die Kirche wurde zwischen 1250 und 1275 auf einer Warft als Wehrkirche erbaut, wovon noch die Schießscharten im Westturm zeugen. Sie diente zunächst als Filialkirche der nur einige Kilometer südlich gelegenen Kirche in Aschendorf und wurde vermutlich als Ersatz für einen hölzernen Vorgängerbau errichtet.
Mit Einführung der Reformation wurde der Altar aus der Kirche entfernt. Größere Fenster wurden eingebrochen und die Deckenmalereien übertüncht. Ein in die Südwand des Ostjochs eingebrochenes und später vermauertes Hagioskop ist außen im Mauerwerk noch deutlich erkennbar. Nach einem Blitzeinschlag im Jahr 1800 wurde der obere Teil des Turmes abgetragen und in niedriger Höhe wieder aufgemauert. In den 1960er Jahren wurden die Deckenfresken freigelegt.

## Architektur

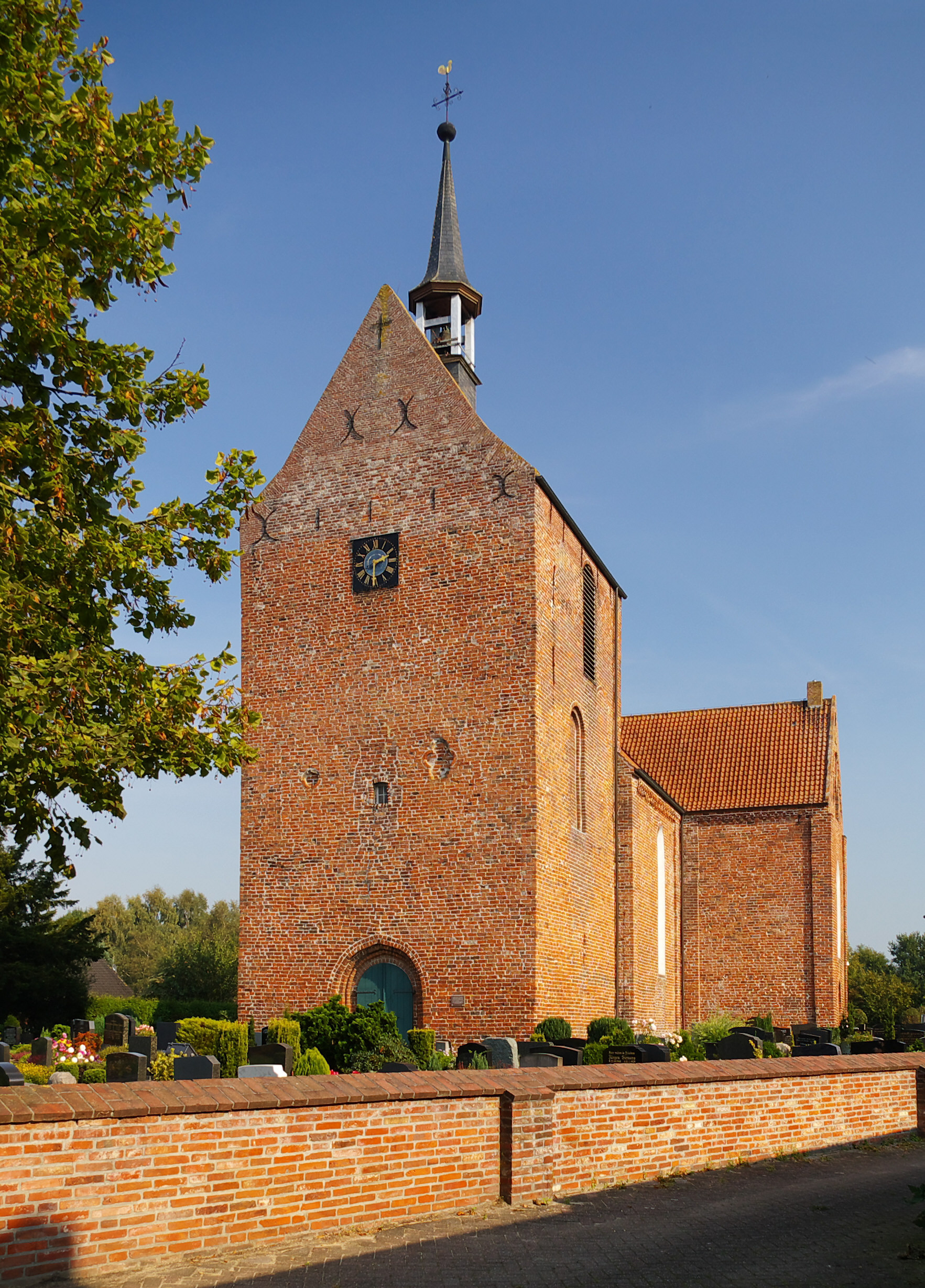
Westturm

Die Kirche weist einen ungewöhnlichen Grundriss in der Form eines griechischen Kreuzes ohne rechten Winkel auf. Im Gegensatz zur architektonisch ähnlichen Kreuzkirche in Bunde fanden in Stapelmoor keine eingreifenden Umbauten statt. Bis heute ist die äußere  Anlage in ihrer einheitlichen und schlichten Gestaltung unverändert erhalten.
Das romanisch-frühgotische Gotteshaus zeichnet sich durch spitzbogige Fenster und Portale, Ecklisenen, Konsolfriese unter dem Dachgesims und Treppenfriese auf den Quergiebeln, einen Westturm mit Satteldach sowie das übliche Drillingsfenster an der Ostseite aus. Die ursprünglichen Seitenapsiden an den Ostwänden der Querschiffe sind nicht erhalten, aber am Mauerwerk noch erkennbar.
Ein Ost- und Westjoch mit achtrippigem Domikalgewölbe prägt die Decke, während die drei Querschiffjoche mit Kuppelgewölben ohne Rippen abgeschlossen werden. Ein Deckengewölbe weist Fischgräten-Verband auf.

## Ausstattung

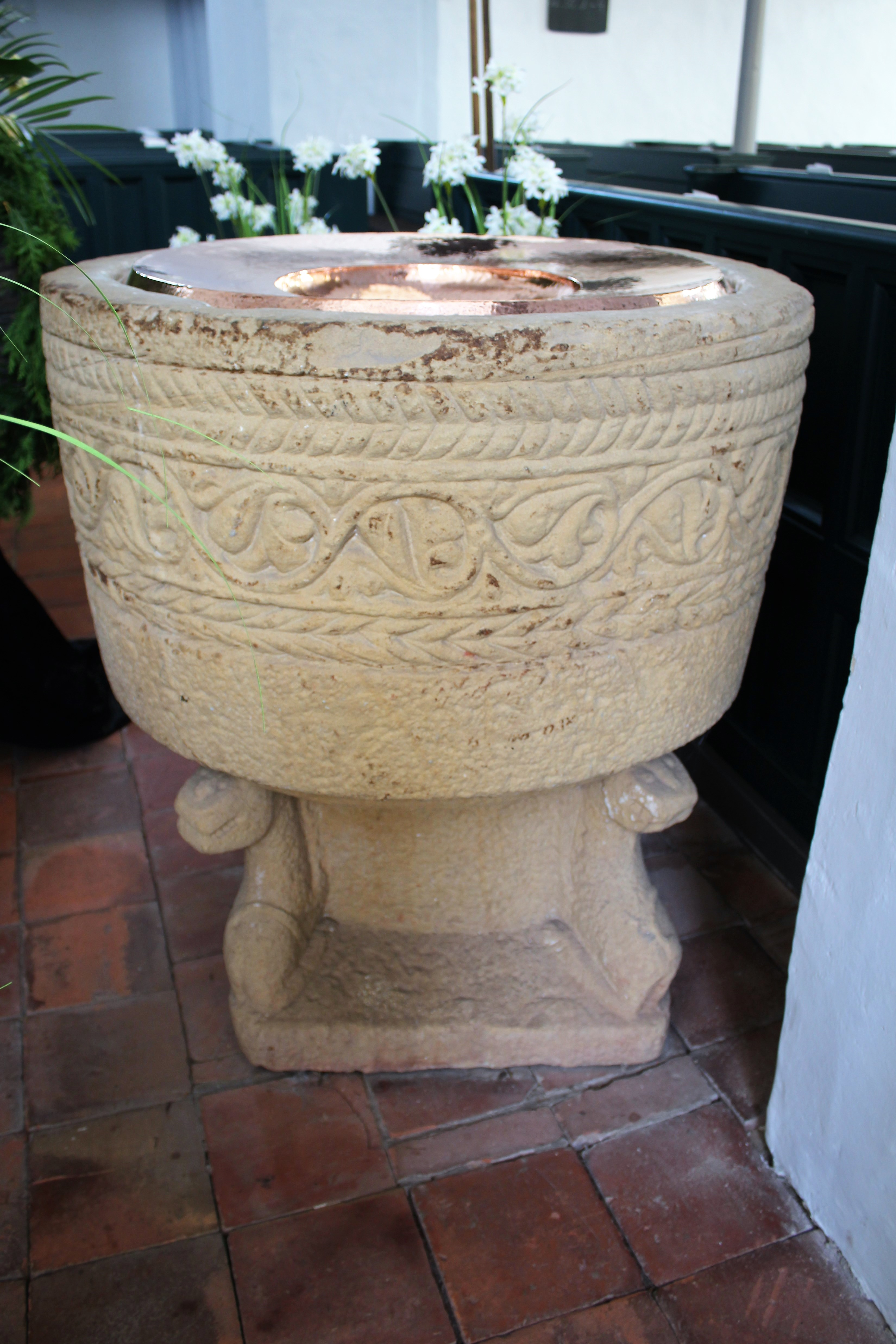
Bentheimer Taufstein

Im Kircheninneren sind große Teile der mittelalterlichen Deckenausmalungen mit Fabelwesen, geometrischen Symbolen und Pflanzenornamenten original erhalten. Sie wurden 1967 wieder freigelegt.
Die hölzerne polygonale Kanzel hat einen sechseckigen Schalldeckel. Am nordöstlichen Vierungspfeiler ist eine Inschrift von 1443 erhalten, die auf den ursprünglichen Lettner hinweist. Reste sind im Heimatmuseum Rheiderland erhalten.
Der Taufstein aus Bentheimer Sandstein stammt aus dem frühen 13. Jahrhundert. Er ist von einem Rankenfries umgeben und fußt auf vier stilisierten Löwen. Die Kanzel entstand etwa um 1600, der Schalldeckel im 19. Jahrhundert.

## Orgel

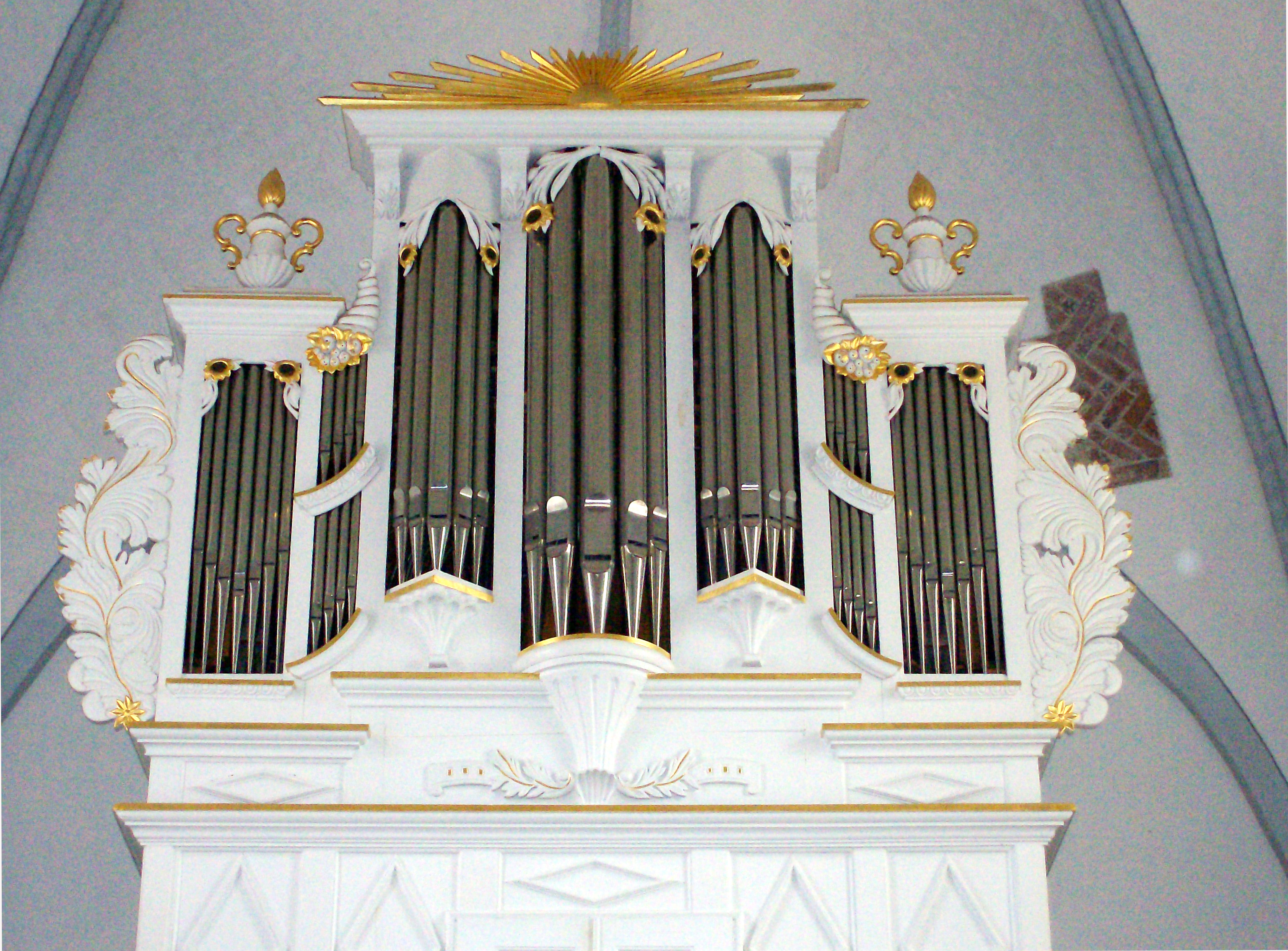
Französische Orgel von 1994

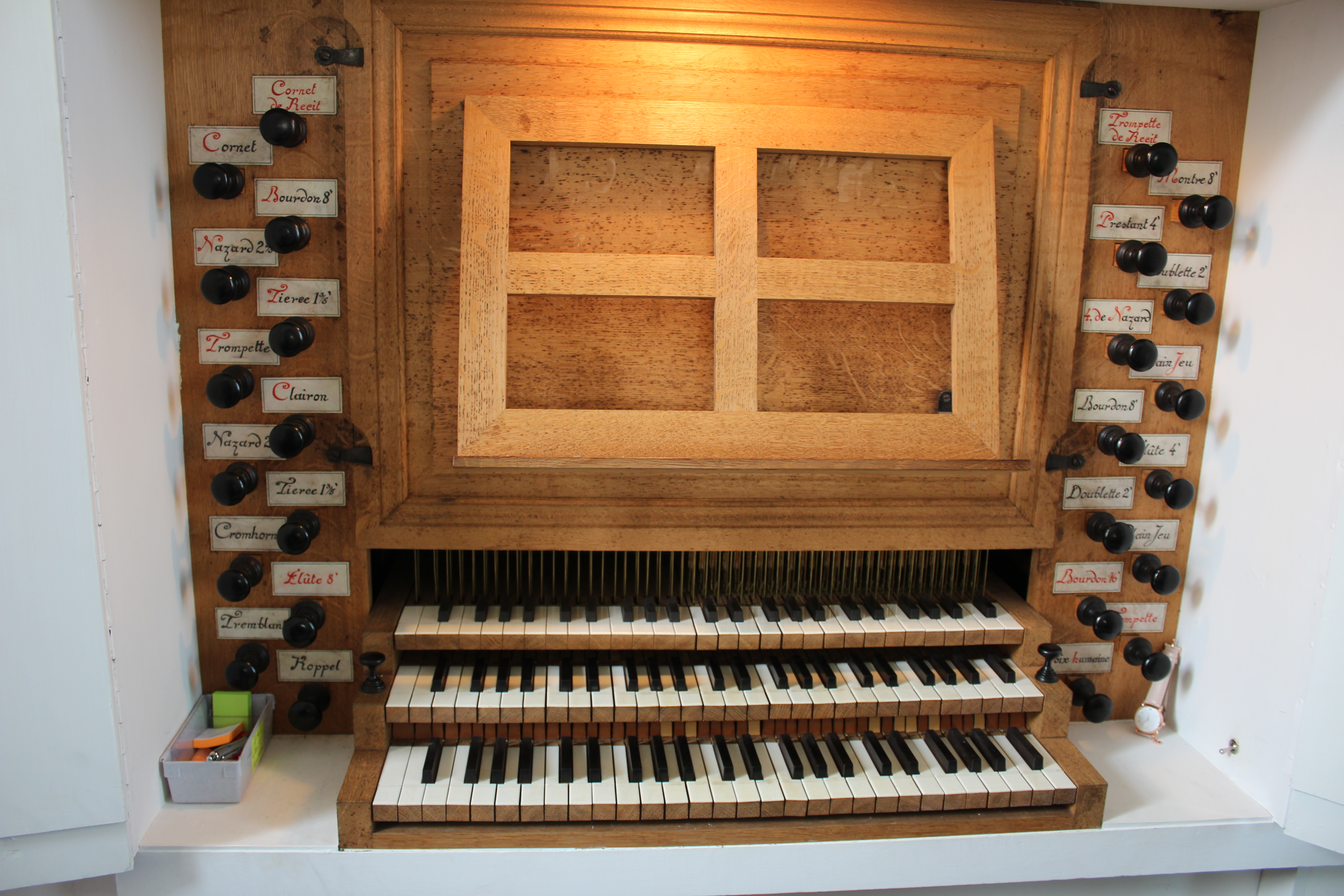
Spieltisch der Orgel

Bereits im 16. Jahrhundert ist eine Orgel bezeugt, die mehrfach repariert und 1847/48 durch Eike Schulte aus Papenburg erweitert wurde. 1912–14 erfolgte ein Neubau hinter dem spätklassizistischen Prospekt durch Friedrich Klassmeier aus Lemgo. Nach dem Zweiten Weltkrieg baute Paul Ott ein neues Werk unter Verwendung von Material aus dem 19. Jahrhundert. 1994 baute ein deutsch-französisches Orgelbauerteam das heutige Instrument hinter dem rekonstruierten Prospekt: Bartelt Immer, Reinalt Johannes Klein und Claude Jaccard. Die Orgel ist eine Replik der berühmten Louis-Alexandre-Clicquot-Orgel in Houdan (1734) im klassisch-französischen Stil und bereichert die Orgellandschaft Ostfriesland. Sie verfügt über 23 Register auf drei Manualen und Pedal. Die Disposition lautet:
| I Positif CD–d3 |        |
| Bourdon         | 8′     |
| Flûte           | 4′     |
| Nazard          | 2 ⁄3′  |
| Doublette       | 2′     |
| Tierce          | 1 3⁄5′ |
| Plain jeu V     |        |
| Cromehorne      | 8′     |

| II Grand d′orque CD–d3 |        |
| Montre                 | 8′     |
| Bourdon                | 8′     |
| Prestant               | 4′     |
| Nazard                 | 2 ⁄3′  |
| Doublette              | 2′     |
| 4. de Nazard           | 2′     |
| Tierce                 | 1 3⁄5′ |
| Cornet V D             |        |
| Plain jeu IV           |        |
| Trompette              | 8′     |
| Clairon                | 4′     |
| Voix humaine           | 8′     |

| III Récit c1–d3 |    |
| Trompette       | 8′ |
| Cornet V        |    |

| Pédal C–f1 |     |
| Bourdon    | 16′ |
| Flûte      | 8′  |
| Trompette  | 8′  |

- Koppeln: II/I (Schiebekoppel), II/P
- Tremblant douce
- Traktur:
  - Tontraktur: Mechanisch
  - Registertraktur: Mechanisch
- Windversorgung:
  - Winddruck: 86 mmWS
- Stimmung:
  - Höhe: a1= 440 Hz
  - Mitteltönige Stimmung (modifiziert)

## Pastorat

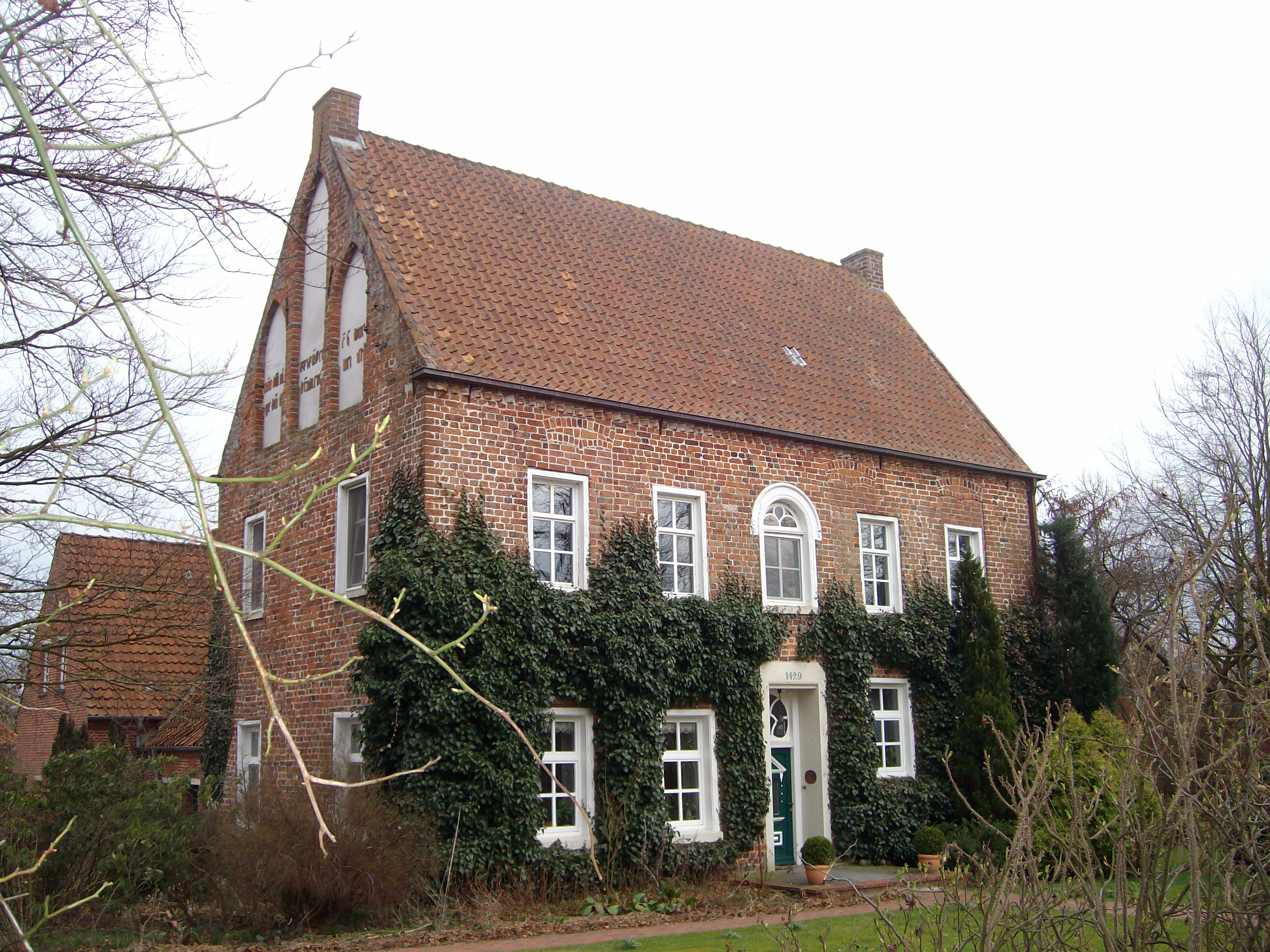
Das benachbarte Pastorat von 1429

Die benachbarte Pastorei datiert laut Giebelinschrift in Mönchsbuchstaben (gotische Minuskeln) von 1429 und ist eines der ältesten bewohnten Pfarrhäuser Deutschlands. Für das Erbauungsjahr bezeugt die Inschrift in Tonziegeln das Wirken eines Pastors Thyabrand (Garbrands): „an[n]o d[o]m[ini] MCCCCXXIX co[n]structa e[st] h[aec] dom[us] t[em]p[or]e d[o]m[ini] thyabra[n]di curati loci isti[us]“ („Im Jahre des Herrn 1429 ist dieses Haus erbaut worden zur Zeit des Herrn Thyabrand, des Pfarrers dieses Ortes“). Sein Priestersitz wurde im Stil der alten ostfriesischen Häuptlingsburgen („Steinhäuser“, Stinsen) gebaut und bildet mit dem unweit entfernten Steinhaus für den lokalen Häuptling und der Kreuzkirche ein einzigartiges Ensemble.